# 거리선우
거리선우(車犁單于, ? ~ ?)는 흉노의 선우다. 성은 연제(攣鞮)며 거리는 선우의 칭호로 이름은 불명이다. 일축왕 선현전의 형으로, 도기선우의 우욱건왕이었다가 자립했다. 도기선우가 호한야선우에게 지고 자결하자 호한야선우에게 투항했다.

## 생애
포학한 악연구제선우를 견디지 못한 흉노인들이 전 선우의 아들 계후산을 호한야선우로 옹립했으며 악연구제선우는 패하고 자결했으나, 악연구제선우의 잔당은 호한야선우의 제거 시도를 알아차리고 악연구제선우의 사촌형 도기선우를 옹립해 흉노는 내분 상태로 빠져들었다. 이때 거리선우는 원래 악연구제선우의 정적으로 악연구제선우가 즉위하자 한나라로 망명한 일축왕 선현전의 형이었음에도 우욱건왕을 지내며 도기선우를 섬기고 있었다. 기원전 57년, 오자도위와 함께 도기선우의 명령으로 각각 2만 기병을 거느리고 동방에 주둔하며 호한야선우를 대비하는 임무를 맡았다.
그런데 도기선우가 참소에 넘어가 자기 오른팔 우현왕 부자를 죽이는 사건이 일어나면서 도기선우의 세력은 쇠약해졌다. 우현왕을 참소한 호걸왕은 달아나 호걸선우를 자칭하니, 이에 우욱건왕도 자립하여 거리선우를 일컬었다. 오자도위 역시 오자선우를 일컬어, 흉노에는 호한야까지 총 다섯 선우가 나타나고 말았다.
거리선우는 도기선우의 친정군과 맞서 싸웠으나 패배하고, 도기선우의 중신 도륭기에게 패배한 오자선우와 함께 서북쪽의 호걸선우에게 달아났다. 이 세 선우는 거리선우를 선우로 추대하고 둘은 선우 칭호를 버리고 거리선우의 신하가 됐다. 도기선우가 다시 친정군 4만 기를 끌고 오니, 맞서 싸웠으나 또 패배해 서북으로 도주했다. 기원전 56년, 도기선우가 동쪽으로 가 호한야선우와 싸워 지고 자결하자, 동쪽으로 가서 호한야선우에게 항복했다.

## 출전
- 반고: 《한서》 권94 하 흉노전제64 하